# George Gaynes
George Gaynes, cuyo nombre de nacimiento era George Jongejans (Helsinki, 16 de mayo de 1917-North Bend, Washington, 15 de febrero de 2016), fue un actor de nacionalidad finlandesa y estadounidense conocido por interpretar al comandante Eric Lassard en las películas de Loca academia de policía y a Henry Warnimont en Punky Brewster.

## Biografía
Gaynes nació el 16 de mayo de 1917 en Helsinki y creció en el seno de una familia de artistas por parte materna, su madre: Iya Grigorievna de Gay (conocida tiempo después como: Lady Iya Abdy) mientras que su padre Gerrit Jongejans fue un hombre de negocios holandés. Al igual que su madre, su tío Gregory Gaye también fue actor.
Durante la mayor parte de su vida residió en Estados Unidos, donde fue ganando reconocimiento como artista musical en comedias de Broadway durante los años 40 y 50. Su obra más conocida fue Wonderful Town, inspirada en My Sister Eileen. Antes de que empezara la II Guerra Mundial actuó en varias operas de Francia e Italia hasta que debutó en Estados Unidos tras el fin del conflicto.
A lo largo de su carrera profesional ha alternado comedias musicales y dramas, entre los que se encuentran el papel de Bob Baker en Wonderful Town de 1953, Júpiter en la obra de Cole Porter Out of This World y varias operetas de Gilbert y Sullivan además de iniciar una gira en 1964 con My Fair Lady. Su trabajo más notable en televisión fue la serie Punky Brewster, donde interpretaba a Henry Warnimont, además de lo cual dirigió varios episodios de la serie WKRP in Cincinnati.
En cuanto a la gran pantalla, entre sus películas más destacadas figuran The Way We Were y Nickelodeon (Así empezó Hollywood), aunque no fue hasta los años 80 cuando ganó reconocimiento internacional al interpretar al actor John Van Horn en Tootsie y al despistado comandante Eric Lassard en las secuelas de Loca academia de policía. En 1994 interpretó a Serybryalzov en la película independiente de Louis Malle Vanya on 42nd Street, basada en la obra teatral de Antón Chéjov Tío Vania.
Desde 1953 estuvo casado con la actriz y bailarina Allyn Ann McLerie con la que tuvo dos hijos. En 1989, los dos coincidieron en la serie The Days and Night of Molly Dodd además de realizar un cameo en la primera temporada de Punky Brewster. George Gaynes murió el 15 de febrero de 2016 en North Bend, Washington, a la edad de 98 años.

## Filmografía

### Películas
| Año   | Título                                                  | Director          | Personaje         |
| ----- | ------------------------------------------------------- | ----------------- | ----------------- |
| 2002  | Recién casados                                          | Shawn Levy        |                   |
| 1996  | The Crucible                                            | Nicholas Hytner   |                   |
| 1994  | Loca academia de policía 7: Misión en Moscú             | Alan Metter       | Eric Lassard      |
| 1994  | Vania en la calle 42                                    | Louis Malle       |                   |
| 1989  | Loca academia de policía 6: Ciudad sitiada              | Peter Bonerz      | Eric Lassard      |
| 1988  | Loca academia de policía 5: Operación Miami Beach       | Alan Myerson      | Eric Lassard      |
| 1987  | Loca academia de policía 4: Los ciudadanos se defienden | Jim Drake         | Eric Lassard      |
| 1986  | Loca academia de policía 3: De vuelta a la escuela      | Jerry Paris       | Eric Lassard      |
| 1985  | Loca academia de policía 2: Su primera misión           | Jerry Paris       | Eric Lassard      |
| 1984  | Loca academia de policía                                | Hugh Wilson       | Eric Lassard      |
| 1984  | Micki y Maude                                           | Blake Edwards     |                   |
| 1983  | Soy o no soy                                            | Alan Johnson      | Ravitch           |
| 1982  | Tootsie                                                 | Sydney Pollack    | John Van Horn     |
| 1982  | Cliente muerto no paga                                  | Carl Reiner       | Dr. Forrest       |
| 1980. | Un viaje alucinante al fondo de la mente                | Ken Russell       | Dr. Wissenschaft  |
| 1976  | Así empezó Hollywood                                    | Peter Bogdanovich | Reginald Kingsley |
| 1976  | Harry y Walter van a Nueva York                         | Mark Rydell       | Príncipe          |
| 1975  | Song of the Succubus                                    | Glenn Jordan      | C. J. Meredith    |
| 1973  | Tal como éramos                                         | Sydney Pollack    |                   |
| 1973  | Masacre                                                 | Gordon Douglas    | Warren            |
| 1973  | El niño que lloraba al hombre lobo                      | Nathan Juran      | Dr. Marderosian   |
| 1971  | Hospital, hora cero                                     | George Schaefer   | Paul McGill       |
| 1969  | Marooned' (Atrapados en el espacio)                     | John Sturges      |                   |
| 1966  | El grupo                                                | Sidney Lumet      |                   |
| 1964  | Los felinos                                             | René Clément      |                   |

### Televisión
| Año         | Título                                    | Papel                                                                               | Notas                                                   |
| ----------- | ----------------------------------------- | ----------------------------------------------------------------------------------- | ------------------------------------------------------- |
| 1995        | Chicago Hope                              | Brook Austin 3 episodios: "Back to the Future", "Out of Africa" y "The Parent Rap". |                                                         |
| 1985-1988   | Punky Brewster                            | Henry P. Warnimont                                                                  | Papel principal                                         |
| 1983        | Cheers                                    | Malcolm Kramer                                                                      | Episodio: "Where There's a Will..."                     |
| 1979 y 1982 | Quincy                                    | Powell Dixon / Banning                                                              | Episodios: "The Unquiet Grave" y "Aftermath"            |
| 1981        | Evita Perón (Historia de un mito)         | Doctor de Evita                                                                     | Película de televisión                                  |
| 1980        | Scruples                                  | John Prince                                                                         | Miniserie                                               |
| 1980        | General Hospital                          | Frank Smith / Mr. Smith                                                             | 2 episodios                                             |
| 1979        | Radio Cincinnati                          | Henri                                                                               | Episodio: "Jennifer's Home for Christmas"               |
| 1979        | Breaking Up Is Hard to Do                 | Wiley                                                                               | Película de televisión                                  |
| 1979        | Stockard Channing in Just Friends         | Rock La Rue                                                                         | Episodio: "Health May Be Hazardous"                     |
| 1977        | Carter Country                            | Murdock                                                                             | Episodio: "Out of the Closet"                           |
| 1977        | La mujer de la tumba vacía                | David Alden                                                                         | Película de televisión                                  |
| 1977        | Washington: Behind Closed Doors           | Brewster Perry                                                                      | 4 episodios                                             |
| 1976-1977   | Hombre rico, hombre pobre II              | Max Vincent                                                                         | 5 episodios                                             |
| 1976        | Delvecchio                                | Comisario Schaub                                                                    | Episodio: "Hot Spell"                                   |
| 1976        | The Quest                                 | Gotham                                                                              | Episodio: "Day of Outrage"                              |
| 1976        | Capitanes y reyes                         | Orestes Bradley                                                                     | Miniserie                                               |
| 1976        | Baa Baa Black Sheep                       | Mayor general Claire Lee Chennault                                                  | Episodio: "Flying Misfits"                              |
| 1976        | Woman of the Year                         | Harding                                                                             | Película de televisión                                  |
| 1976        | City of Angels                            |                                                                                     | Episodio: "Palm Springs Answer"                         |
| 1975        | McCloud                                   | Floyd Spencer                                                                       | Episodio: "Fire!"                                       |
| 1975        | Song of the Succubus                      | C. J. Meredith                                                                      | Película de televisión                                  |
| 1975        | Trilogy of Terror                         | Dr. Chester Ramsey                                                                  | Película de televisión                                  |
| 1974        | McMillan y esposa                         | Burton Rhoner                                                                       | Episodio: "Guilt by Association"                        |
| 1974        | Cannon                                    | Edward Foxworth                                                                     | Episodio: "The Avenger"                                 |
| 1974        | El hombre de los seis millones de dólares | General Wiley                                                                       | Episodio: "Nuclear Alert"                               |
| 1972 y 1973 | Colombo                                   | Francés / Everett                                                                   | Episodios: "Any Old Port in a Storm" y "Étude in Black" |
| 1972        | Investigación                             | Alcalde Giles Mathews                                                               |                                                         |
| 1971-1972   | Search for Tomorrow                       | Sam Reynolds                                                                        | Dos episodios                                           |
| 1971        | Los héroes de Hogan                       | General                                                                             | Episodio: "Easy Come, Easy Go"                          |
| 1970        | Hawai 5-0                                 | Thurman Elliott                                                                     | Episodio: "Kiss the Queen Goodbye"                      |
| 1968        | Misión imposible                          | Dr. Paul van Bergner                                                                | Episodio: "The Elixir"                                  |
| 1968        | Mannix                                    | Profesor Brendan                                                                    | Episodio: "Who Will Dig the Graves?"                    |
| 1968        | Bonanza                                   | El senador Purdy                                                                    | Episodio: "The Late Ben Cartwright"                     |
| 1963        | East Side/West Side                       | Mr. Stowe                                                                           | Episodio: "Who Do You Kill?"                            |
| 1963        | PT 109                                    | Capitán de la flotilla                                                              |                                                         |
| 1963        | The Gallant Men                           | Alcalde Neumann                                                                     | Episodio: "Operation Secret"                            |
| 1963        | Imperio                                   | Johnson                                                                             | Episodio: "The Four Thumbs Story"                       |
| 1962        | The Alfred Hitchcock Hour                 | Mr. Campbell/Director de la sucursal bancaria                                       | Episodio: "Ride the Nightmare"                          |
| 1962        | Cheyenne                                  | Rod Delaplane                                                                       | Episodio: "Vengeance Is Mine"                           |
| 1962        | Intriga en Hawái                          | Roger Korvin                                                                        | Episodio: "The Broken Thread"                           |
| 1962        | Los defensores                            | John Ames                                                                           | Episodio: "The Last Six Months"                         |
| 1955        | One Touch of Venus                        | Whitelaw Savory                                                                     | Película de televisión                                  |
| 1955        | NBC Television Opera Theatre              |                                                                                     | Episodio: "The Would-Be Gentleman"                      |